# Ennucula
Ennucula is een geslacht van tweekleppigen uit de  familie van de Nuculidae.

## Soorten
- Ennucula aegeensis (Forbes, 1844)
- Ennucula agujana (Dall, 1908)
- Ennucula astricta Iredale, 1931
- Ennucula bathybia (Prashad, 1932)
- Ennucula bengalensis (E. A. Smith, 1895)
- Ennucula cardara (Dall, 1916)
- Ennucula colombiana (Dall, 1908)
- Ennucula convexa (G. B. Sowerby I, 1833)
- Ennucula corbuloides (Seguenza, 1877)
- Ennucula corticata (Møller, 1842)
- Ennucula cumingii (Hinds, 1843)
- Ennucula dalmasi (Dautzenberg, 1900)
- Ennucula dautzenbergi (Prashad, 1932)
- Ennucula decipiens (Philippi, 1844)
- Ennucula definita (Iredale, 1939)
- Ennucula delphinodonta (Mighels & C. B. Adams, 1842)
- Ennucula diaphana (Prashad, 1932)
- Ennucula dilecta (E. A. Smith, 1891)
- Ennucula elongata (Rhind & Allen, 1992)
- Ennucula eltanini Dell, 1990
- Ennucula georgiana (Dell, 1964)
- Ennucula grangei (Marwick, 1926) †
- Ennucula granulosa (Verrill, 1884)
- Ennucula grayi (d'Orbigny, 1846)
- Ennucula jaeckeli M. Huber, 2010
- Ennucula layardii (A. Adams, 1856)
- Ennucula linki (Dall, 1916)
- Ennucula mareana (Weisbord, 1964)
- Ennucula mirifica (Dall, 1907)
- Ennucula niponica (E. A. Smith, 1885)
- Ennucula obliqua (Lamarck, 1819)
- Ennucula oliva Kilburn, 1999
- Ennucula orekta Iredale, 1939
- Ennucula otamaringaensis (Marwick, 1926) †
- Ennucula pachydonta (Prashad, 1932)
- Ennucula palaioanaxea (Stilwell, 1993) †
- Ennucula panamina (Dall, 1908)
- Ennucula perforata (Rhind & Allen, 1992)
- Ennucula pernambucensis (E. A. Smith, 1885)
- Ennucula privigna Iredale, 1939
- Ennucula puelcha (d'Orbigny, 1842)
- Ennucula romboides (Scarlato, 1981)
- Ennucula sansibarensis (Thiele & Jaeckel, 1931)
- Ennucula siberutensis (Thiele & Jaeckel, 1931)
- Ennucula similis (Rhind & Allen, 1992)
- Ennucula strangei (A. Adams, 1856)
- Ennucula strangeiformis (Dell, 1956)
- Ennucula superba (Hedley, 1902)
- Ennucula taeniolata (Dall, 1908)
- Ennucula tenuis (Montagu, 1808)
- Ennucula waikuraensis (Marwick, 1931) †
- Ennucula whatu Maxwell, 1992 †